# Arthrostylidium reflexum
Arthrostylidium reflexum är en gräsart som beskrevs av Charles Leo Hitchcock och Erik Leonard Ekman. Arthrostylidium reflexum ingår i släktet Arthrostylidium och familjen gräs.
Artens utbredningsområde är Kuba. Inga underarter finns listade i Catalogue of Life.